# Марк Флер
Марк Флер (англ. Marc Flur; нар. 8 червня 1962) — колишній американський тенісист.
Найвищу одиночну позицію світового рейтингу — 71 місце досяг 29 липня, 1985, парну — 60 місце — 13 лютого, 1989 року.
Найвищим досягненням на турнірах Великого шолома було 3 коло в парному розряді.

## Фінали Гран-прі за кар'єру

### Парний розряд: 1 (0–1)
| Результат | W/L | Дата     | Турнір          | Покриття | Партнер               | Суперники                    | Рахунок       |
| --------- | --- | -------- | --------------- | -------- | --------------------- | ---------------------------- | ------------- |
| Поразка   | 0–1 | Сер 1988 | Лівінгстон, США | Тверде   | Семмі Джаммалва, мол. | Грант Коннелл Гленн Мічібата | 6–2, 4–6, 5–7 |

## Титули на челленджерах

### Одиночний розряд: (1)
| Ранг | Рік  | Турнір        | Покриття | Суперник | Рахунок  |
| ---- | ---- | ------------- | -------- | -------- | -------- |
| 1.   | 1984 | Віннетка, США | Тверде   | Майк Ліч | 6–3, 6–4 |

### Парний розряд: (1)
| Ранг | Рік  | Турнір                        | Покриття | Партнер   | Суперники          | Рахунок  |
| ---- | ---- | ----------------------------- | -------- | --------- | ------------------ | -------- |
| 1.   | 1986 | Нью-Гейвен (Коннектикут), США | Тверде   | Бред Пірс | Рік Ліч Тім Павсат | 6–2, 6–4 |